# Tényleges tulajdonos
A tényleges tulajdonos fogalmának hatályos jogi tartalmát a 2017. évi LIII. törvény 3. § (Értelmező rendelkezések) 
38. pontja határozza meg. Ezek szerint 

„tényleges tulajdonos:
a) az a természetes személy, aki jogi személyben vagy jogi személyiséggel nem rendelkező szervezetben közvetlenül vagy - a Polgári Törvénykönyvről szóló törvény (a továbbiakban: Ptk.) 8:2. § (4) bekezdésében meghatározott módon - közvetve a szavazati jogok vagy a tulajdoni hányad legalább huszonöt százalékával rendelkezik, vagy egyéb módon tényleges irányítást, ellenőrzést gyakorol a jogi személy vagy jogi személyiséggel nem rendelkező szervezet felett, ha a jogi személy vagy jogi személyiséggel nem rendelkező szervezet nem a szabályozott piacon jegyzett társaság, amelyre a közösségi jogi szabályozással vagy azzal egyenértékű nemzetközi előírásokkal összhangban lévő közzétételi követelmények vonatkoznak,
b) az a természetes személy, aki jogi személyben vagy jogi személyiséggel nem rendelkező szervezetben - a Ptk. 8:2. § (2) bekezdésében meghatározott - meghatározó befolyással rendelkezik,
c) az a természetes személy, akinek megbízásából valamely ügyletet végrehajtanak, vagy aki egyéb módon tényleges irányítást, ellenőrzést gyakorol a természetes személy ügyfél tevékenysége felett,
d) alapítványok esetében az a természetes személy,
da) aki az alapítvány vagyona legalább huszonöt százalékának a kedvezményezettje, ha a leendő kedvezményezetteket már meghatározták,
db) akinek érdekében az alapítványt létrehozták, illetve működtetik, ha a kedvezményezetteket még nem határozták meg, vagy
dc) aki tagja az alapítvány kezelő szervének, vagy meghatározó befolyást gyakorol az alapítvány vagyonának legalább huszonöt százaléka felett, illetve az alapítvány képviseletében eljár,
e) bizalmi vagyonkezelési szerződés esetében
ea) a vagyonrendelő, valamint annak a) vagy b) pont szerinti tényleges tulajdonosa,
eb) a vagyonkezelő, valamint annak a) vagy b) pont szerinti tényleges tulajdonosa,
ec) a kedvezményezett vagy a kedvezményezettek csoportja, valamint annak a) vagy b) pont szerinti tényleges tulajdonosa, továbbá
ed) az a természetes személy, aki a kezelt vagyon felett egyéb módon ellenőrzést, irányítást gyakorol, továbbá
f) az a) és b) pontban meghatározott természetes személy hiányában a jogi személy vagy jogi személyiséggel nem rendelkező szervezet vezető tisztségviselője.”

## Korábban
A  meghatározást korábban - az azóta hatályon kívül helyezett 2007. évi CXXXVI. törvény  3. § r) pontja tartalmazta. 
Ennek alapján tényleges tulajdonosnak minősült:
a) az a természetes személy, aki jogi személyben vagy jogi személyiséggel nem rendelkező szervezetben a szavazati jogok vagy a tulajdoni hányad legalább huszonöt százalékával rendelkezik, ha a jogi személy vagy jogi személyiséggel nem rendelkező szervezet nem a szabályozott piacon jegyzett társaság, amelyre a közösségi jogi szabályozással vagy azzal egyenértékű nemzetközi előírásokkal összhangban lévő közzétételi követelmények vonatkoznak,
b) az a természetes személy, aki jogi személyben vagy jogi személyiséggel nem rendelkező szervezetben – a Polgári Törvénykönyvről szóló 1959. évi IV. törvény (a továbbiakban: Ptk.) 685/B. § (2) bekezdésében meghatározott – meghatározó befolyással rendelkezik,
c) az a természetes személy, akinek megbízásából valamely ügyleti megbízást végrehajtanak, továbbá
d) alapítványok esetében az a természetes személy,
1. aki az alapítvány vagyona legalább huszonöt százalékának a kedvezményezettje, ha a leendő kedvezményezetteket már meghatározták,
2. akinek érdekében az alapítványt létrehozták, illetve működtetik, ha a kedvezményezetteket még nem határozták meg, vagy
3. aki tagja az alapítvány kezelő szervének, vagy meghatározó befolyást gyakorol az alapítvány vagyonának legalább huszonöt százaléka felett, illetve az alapítvány képviseletében eljár;
A fentiek alapján egyértelmű, hogy a jogszabály szerint tényleges tulajdonos kizárólag magánszemély lehet. Cég tehát nem fogadható el, mint tényleges tulajdonos a banki vagy ügyvédi azonosítás során. Korábban lehetőség volt céget megadni, azonban a hatályos szabályozás szerint erre már nincs lehetőség.